# Tapena thwaitesi
Tapena thwaitesi är en fjärilsart som beskrevs av Moore 1881. Tapena thwaitesi ingår i släktet Tapena och familjen tjockhuvuden. Inga underarter finns listade i Catalogue of Life.

## Bildgalleri

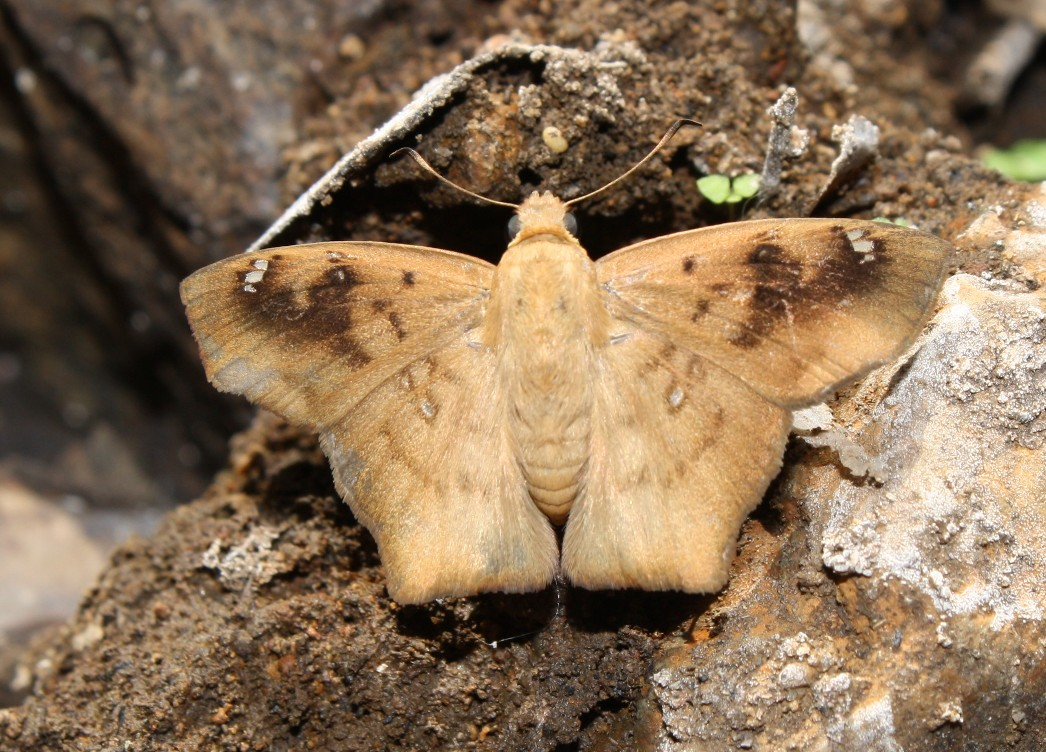
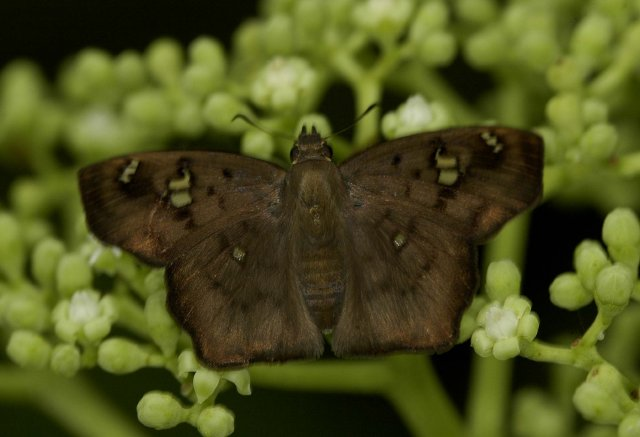
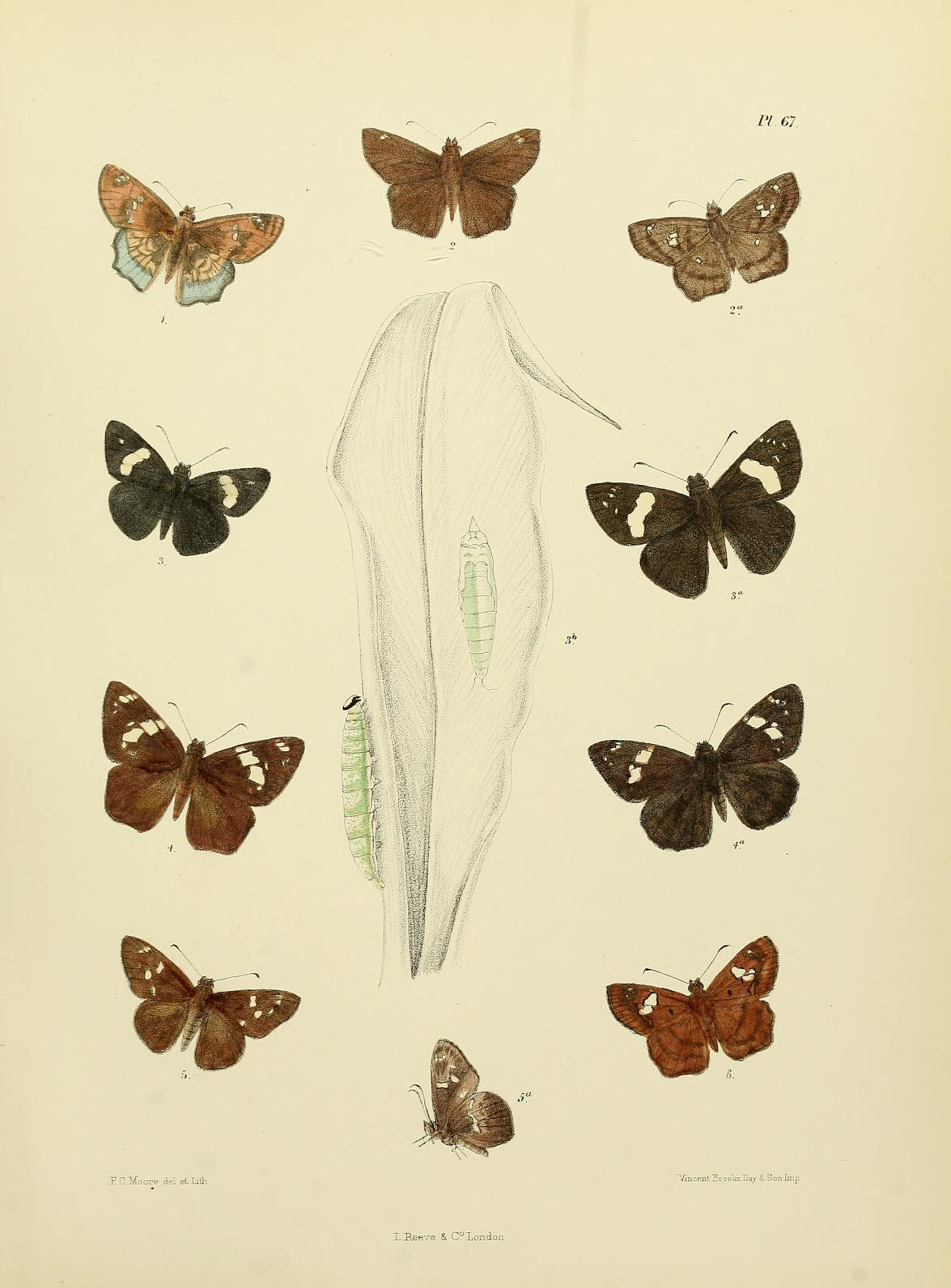
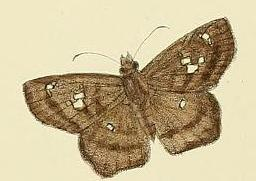
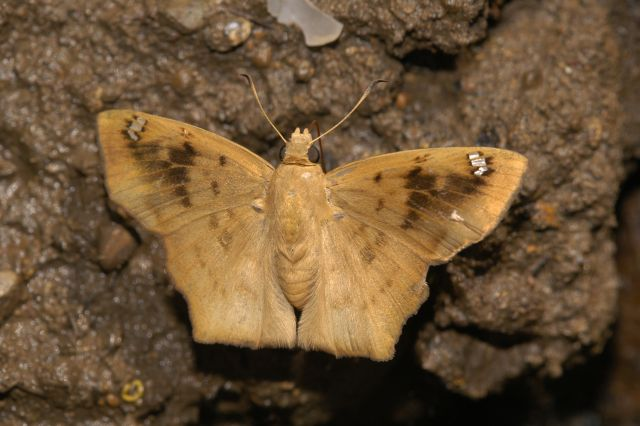
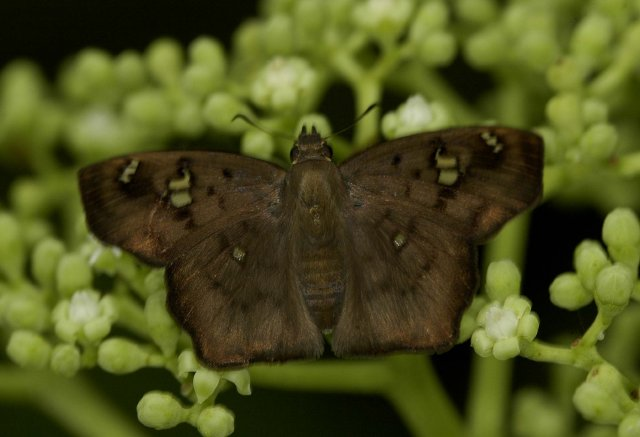